# Евфроний Турский

Церковь Франкского государства при Меровингах

Евфроний (лат. Euphronius, фр. Euphrône; 503/504 — август 573) — епископ Тура (555/556—573); святой, почитаемый в Римско-католической церкви (день памяти — 4 августа).

## Биография
О Евфронии Турском упоминается в нескольких раннесредневековых исторических источниках. В том числе, сведения о нём содержатся в трёх сочинениях его родственника и преемника на епископской кафедре Григория Турского — «Истории франков», «О славе мучеников» и «Чудесах святого Мартина». Также о святом Евфронии упоминается в «Житии святой Радегунды» Баудонивии и в стихотворениях Венанция Фортуната.
По свидетельству этих источников, Евфроний родился в 503 или в 504 году в знатной «сенаторской» галло-римской семье. Его дедом по отцу был святой Григорий Лангрский, а дядей — епископ Лангра Тетрик. Среди его ближайших родственников были святые Галл I Клермонский и Ницетий Лионский, а также герцог Гундульф.
В 555 году скончался глава Турской епархии Гунтар. Франкский король Хлотарь I желал, чтобы вакантную кафедру занял клермонский священник Катон. Однако тот, намереваясь получить епископство в родном городе, отклонил предложение монарха. В течение десяти месяцев Турская епархия не имела главы, пока наконец духовенство и жители не сошлись во мнении и не предложили стать им пресвитеру Евфронию. Тот дал своё согласие, и после получения разрешения короля Хлотаря I, в том же 555 году или уже в 556 году состоялось посвящение Евфрония в епископский сан.
Первое точно датированное свидетельство о Евфронии как о епископе Тура относится к 557 году, когда он участвовал в церковном соборе в Париже. На этом соборе присутствовало духовенство трёх церковных диоцезов во главе со своими митрополитами — Евфронием Турским, Претекстатом Руанским и Германом Парижским.
Первые годы епископства Евфрония пришлись на времена междоусобиц во Франкском государстве. Во время этих смут Тур сильно пострадал от пожара, уничтожившего как дома многих местных жителей, так и бо́льшую часть городских церквей. Епископ Евфроний принял энергичные меры для устранения последствий этого бедствия, приказав за счёт средств епархии отстроить все пострадавшие храмы. Как об одном из наиболее благочестивых деяний Евфрония, о восстановлении епископом церквей упоминается в «Римском мартирологе». При Евфронии была значительно расширена базилика аббатства Святого Мартина. Средства на это строительство по просьбе епископа дал король Хлотарь I. Также по повелению Евфрония было построено несколько приходских церквей на территории Турской епархии.
Епископу Евфронию приходилось противостоять попыткам светских лиц захватить имущество Турской епархии. В том числе, он успешно сумел отклонить притязания королевского чиновника Гайзо, который хотел присвоить доходы, подаренные епархии королём Хлотарем I. Позднее Евфроний получил от короля Хариберта I иммунную грамоту, в которой франкский монарх «из уважения к святому Мартину» отказывался от сбора любых налогов с жителей Тура.
В 562 году Евфроний Турский отказался подписать соборные акты синода в Сенте. В них по требованию архиепископа Бордо Леонтия II осуждался Эмерий, якобы, в нарушение церковных канонов ставший главой Сентской епархии.
18 ноября 566 или 567 года в Туре был проведён церковный собор. Епископ Евфроний был избран председателем этого собрания.
Сохранился текст окружного послания епископа Евфрония, в котором тот призывал свою паству следовать церковным правилам в вопросах брака и выплаты десятины.
Король Сигиберт I с большим уважением относился к епископу Евфронию, и по просьбе того возвратил Турской епархии все земли, конфискованные во времена правления короля Хариберта I.
В 569 году во Франкское государство стараниями святой Радегунды была привезена частица Животворящего Креста. Эта реликвия была подарена в Константинополе посланцам бывшей франкской королевы, а в тот момент монахини одного из монастырей в Пуатье, византийским императором Юстином II. Однако так как Радегунда находилась во враждебных отношениях с пуатевинским епископом Маровеем, тот отказывался дать согласие на ввоз реликвии в свой город. Только после вмешательства короля Сигиберта I частица Животворящего Креста была перенесена в монастырь, где жила Радегунда. Так как Маровей отказался сам возглавить эту торжественную церемонию, её по просьбе франкского монарха провёл епископ Евфроний Турский, хотя он и не был митрополитом Пуатевинской епархии. Этим было положено начало почитанию Животворящего Креста во Франкском государстве, в первую очередь, в Пуатевинской и Турской епархиях. Эти события были описаны Баудонивией в «Житии святой Радегунды» и Венанцием Фортунатом в поэмах «Vexilla regis prodeunt» и «Pange lingua gloriosi».
Григорий Турский также упоминал об обретении епископом Евфронием мощей двух турских святых дев — Мавры и Бритты.
В 568 году Евфроний Турский ездил в Нант, и здесь участвовал в освящении нового кафедрального собора.
Евфроний скончался в августе 573 году на семидесятом году жизни, будучи главой Турской епархии семнадцать или восемнадцать лет. Он был похоронен в церкви аббатства Святого Мартина в Туре. На девятнадцатый день после смерти Евфрония на епископскую кафедру Тура был избран его близкий родственник Григорий. По одним данным, Евфроний был двоюродным братом матери нового главы Турской епархии, по другим, его дядей по матери.
Уже в средневековье в Туре епископ Евфроний стал почитаться как святой. День его памяти отмечается 4 августа. Имя святого Евфроний Турского внесено в «Римский мартиролог» для почитания всеми католиками.